# Luke Paris
Luke Paris (ur. 11 listopada 1994) – piłkarz z Anguilli grający na pozycji obrońcy w klubie Uxbridge F.C. z regionalnej angielskiej ligi Isthmian League oraz reprezentacji Anguilli. W swojej karierze grał również w innych klubach z bardzo niskich lig angielskich. W kadrze narodowej zadebiutował 5 września 2019 przeciwko Gwatemali. Pierwszą bramkę zdobył 26 marca 2024 w meczu z Turks i Caicos. Gol ten doprowadził do wyrównania i serii rzutów karnych, w której to Paris wykorzystał swoją jedenastkę, zapewniający Anguilli awans do drugiej rundy eliminacji do Mistrzostw Świata 2026.